# Ilm (dopływ Abens)
Ilm – rzeka w niemieckim landzie Bawaria o długości 75 km. Lewy dopływ Abens.

## Miejscowości położone nad Ilm
- Altomünster
- Geisenfeld
- Hettenshausen
- Hilgertshausen-Tandern
- Ilmmünster
- Jetzendorf
- Münchsmünster
- Neustadt an der Donau
- Pfaffenhofen an der Ilm
- Reichertshausen
- Rohrbach
- Vohburg an der Donau

## Rzeki w pobliżu i dopływy
- Augraben
- Birkenhartgraben
- Gerolsbach
- Gittenbach
- Lauterbach
- Moosbach
- Nöbach
- Pindharter Bach
- Prambach
- Rohrbach
- Wolnzach